# An-Nasir Muhammad

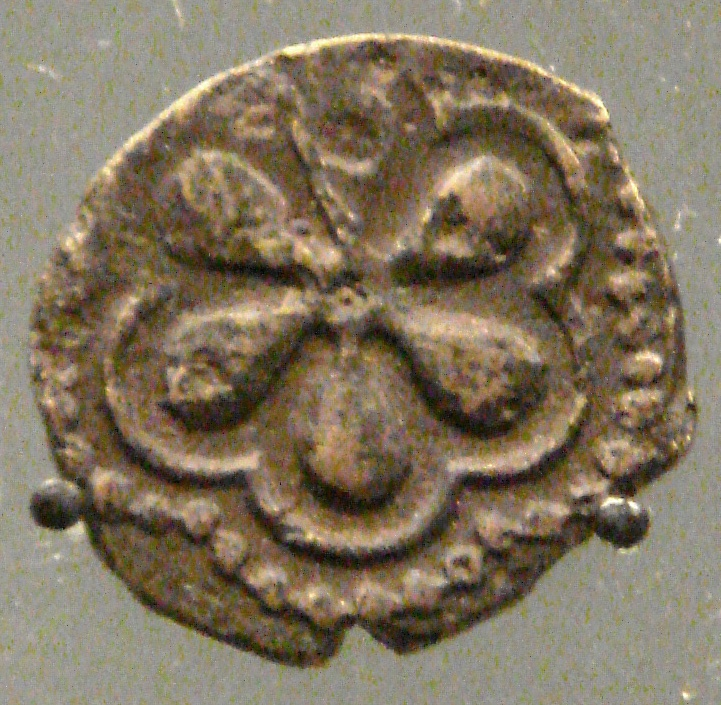
Moneta An-Nasira Muhammada

An-Nasir Muhammad (arab. الناصر محمد, imię królewskie: al-Malik an-Nasir Nasir ad-Din Muhammad ibn Kalawun, arab.الملك الناصر ناصر الدين محمد بن قلاوون; ur. 1285 w Kairze, zm. 1341 w Kairze) – sułtan mamelucki w Egipcie, od 1293 do 1294, od 1299 do 1309 i od 1309 do jego śmierci w 1341. 
W 1316 roku wysłał ekspedycję do Nubii celem osadzenia na tronie władcy islamskiego, wychowanego na dworze sułtana Sajf ad-Dina Abdullahi Barszamba. Misja ta zakończyła się powodzeniem - Barszambo w swym krótkim panowaniu zdołał 29 maja 1317 roku przekształcić salę tronową pałacu w Dongoli w meczet.